# Ladce
Ladce je naseljeno mjesto u okrugu Ilava u  Trenčínskom kraju u Slovačkoj.

## Stanovništvo
| Godina:     | 1993. | 2003.   | 2013.   | 2023.   |
| ----------- | ----- | ------- | ------- | ------- |
| Broj ljudi: | 2598  | 2573    | 2632    | 2482    |
| Razlika:    |       | -0,96 % | +2,29 % | -5,69 % |

| Godina:     | 2022. | 2023.   |
| ----------- | ----- | ------- |
| Broj ljudi: | 2483  | 2482    |
| Razlika:    |       | -0,04 % |

Prema podacima o broju stanovnika iz 2023. godine naselje je imalo 2482 stanovnika.

## Vanjske poveznice
|  | Zajednički poslužitelj ima još gradiva o temi Ladce |

- Službena stranica naselja (sl.)